# Juliette Benzoni

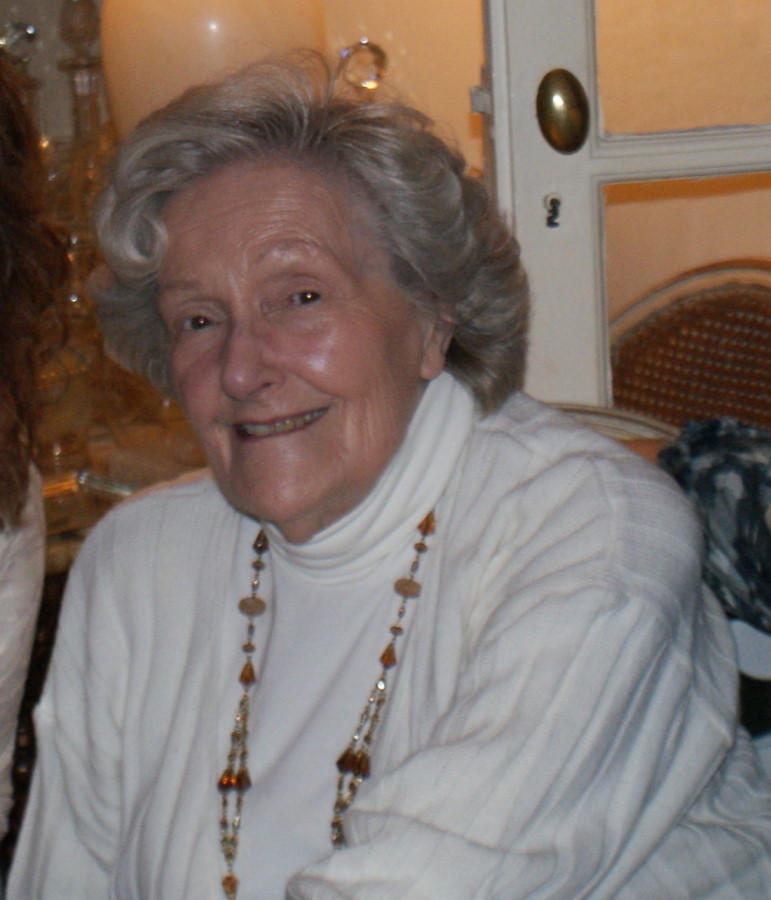
Juliette Benzoni 2009 in Saint-Mandé Frankreich.

Juliette Benzoni (geboren am 30. Oktober 1920 in Paris; gestorben am 7. Februar 2016 in Saint-Mandé) war eine französische Autorin. Sie verfasste international erfolgreiche historische Romane, historische und romantische Belletristik und Kriminalromane; daneben betätigte sie sich auch als Drehbuchautorin.
In den Medien wurde sie als „Königin der historischen Bücher“ und „Tochter von Alexandre Dumas“ bezeichnet. Sie schrieb 86 Bücher, die in 36 Sprachen übersetzt wurden, 29 davon auch ins Deutsche; über dreihundert Millionen Bücher wurden weltweit verkauft.
Im Jahr 2013 schrieb L’Actu Littéraire: „Juliette Benzoni erscheint in der Hitliste der Autoren in Frankreich als meistgelesene Autorin. Sie hat über 50 Millionen Leser in mehr als 20 Ländern erobert.“

## Biografie
Juliette Benzonis Mädchenname war Andrée-Marguerite-Juliette Mangin. Die Tochter von Marie-Susanne Arnold (mit elsässischen und Schweizer Vorfahren) und Charles-Hubert Mangin wuchs in Paris in großbürgerlichen Verhältnissen auf. Mit neun Jahren entdeckte sie in einem Buch Jeanne d’Arc, was ihre Leidenschaft für Geschichte erweckte. 2002 schrieb sie im Magazine Littéraire zum zweihundertsten Jahrestag von Alexandre Dumas, ihr Vater sei es gewesen, der sie zum Lesen der Bücher dieses berühmten Dichters überredet habe:

« C'est mon père qui, un beau jour, m'a mis dans les mains "Les Trois Mousquetaires" en disant que cela devrait me plaire. Etant lui-même un ‹ mordu › d'Alexandre Dumas et regrettant un peu je ne sois pas un garçon, il y avait là une sorte de mise en demeure … »

„Es war mein Vater, der mir eines schönes Tages Die drei Musketiere in die Hände legte und meinte, dass mir das gefallen dürfte. Da er selbst von Alexandre Dumas hin und weg war und ein bisschen bedauerte, dass ich kein Junge war, war das schon so etwas wie eine dringliche Aufforderung …“

Juliette Benzoni wurde am Lycée Fenelon, Collège d'Hulst und am Institut Catholique Paris ausgebildet. Sie studierte Philosophie, Recht und Literatur.
Benzoni heiratete 1941 den Arzt Maurice Gallois und zog mit ihm nach Dijon, wo sie Mutter von zwei Kindern wurde. Während dieser Zeit studierte sie die burgundische Geschichte und stieß auf den Orden vom Goldenen Vlies, was sie Jahre später zu ihrer Cathérine-Serie inspirieren sollte.
Im Jahr 1950 verstarb ihr Ehemann unerwartet an einem Herzschlag und hinterließ sie als dreißigjährige Witwe mit zwei kleinen Kindern. Juliette Benzoni entschloss sich, Verwandte ihres verstorbenen Gatten in Marokko zu besuchen und arbeitete zeitweise bei einem Radiosender.
Dort machte sie die Bekanntschaft eines jungen französischen Offiziers, Graf André Benzoni di Conza aus Korsika, und die beiden heirateten einige Wochen später, bevor dieser nach Indochina abkommandiert wurde. Wegen der instabilen Verhältnisse in Marokko wünschte ihr Mann, dass sie 1953 nach Frankreich zurückkehren solle. Sie zog in den Pariser Vorort Saint-Mandé, wo später ihr Gatte stellvertretender Bürgermeister werden sollte. Sie war gezwungen, sich Arbeit zu suchen, womit ihre Karriere als Journalistin und Schriftstellerin begann.
1982 starb ihr Gatte André Benzoni und sie wurde zum zweiten Mal Witwe. Im Januar 1985 starb auch ihr Sohn Jean-François Gallois wie sein Vater an einem Herzschlag. Durch diesen neuerlichen Verlust, während sie am ersten Abenteuer von Le Boiteux de Varsovie arbeitete, erlitt sie ein einziges Mal eine Schreibblockade.
Juliette Benzoni wohnte gemeinsam mit ihrer Mutter und ihrer Tochter Anne Gallois in einer Second-Empire-Villa. Im Bois de Vincennes konnte man ihr beim Spaziergang mit ihrem Hund begegnen oder bei einem Sprung zu ihrer bevorzugten Buchhandlung Monaco in Saint-Mandé. Ihr Heim war vom Keller bis zum ersten Stock vollgepackt mit Büchern, nicht nur literarische Sammlungen, Geschichtsbücher und Reiseführer, sondern auch eine Kollektion von Agatha Christie, Anne Perry oder Ken Follett.

### Karriere
Aus Marokko zurückgekehrt, begann Juliette Benzoni 1953 in Paris als Journalistin zu arbeiten. Sie schrieb historische Artikel für das Journal du Dimanche, Histoire pour tous, France-Soir und Confidences de l’Histoire. Unter dem Pseudonym Juliette Jansen interviewte sie Prominente wie Erich von Stroheim (Regisseur), Charles Trenet (Sänger), Jean Cocteau (Schriftsteller, Regisseur), Jean Marais (Schauspieler) und Maurice Chevalier (Schauspieler, Sänger).
Im Jahre 1959 nahm sie an der populären Fernseh-Quizsendung Le Gros Lot (in Zusammenarbeit mit der französischen nationalen Lotterie) teil. Das Thema war die italienische Renaissance, das Leben von Caterina Sforza, doch sie scheiterte an der zweitletzten Frage. Am nächsten Tag wurde sie von Gérald Gauthier, dem Leiter der Presse- und Verlagsagentur Opéra Mundi, eingeladen. Er hatte sie im Fernsehen gesehen und war so beeindruckt von ihren historischen Kenntnissen, dass er sie geradeheraus fragte, ob sie einen historischen Roman im Stil von Anne Golons Angélique schreiben könne – der Bücherreihe, die Opéra Mundi mit großem Erfolg 1956 publiziert hatte. Benzoni erinnerte sich an ihre Zeit in Dijon und an die „Legende vom Goldenen Vlies“. Sie machte sich sogleich an die Arbeit und es entstand die Geschichte von Cathérine Legoix, einem jungen Mädchen mit goldenen Haaren und violetten Augen zur Zeit des Hundertjährigen Krieges.
Cathérine erschien zuerst 1962 in France-Soir als täglicher Fortsetzungsroman unter dem Titel Il suffit d’un amour (deutsch: „Eine Liebe ist genug“). 1963 schrieb die Zeitung Le Figaro: „Bevor das Buch überhaupt veröffentlicht ist, schlägt es alle Rekorde: Es ist schon an zehn verschiedene Länder verkauft worden“ am 10. Juni 1964 Le Provençal: „Eine Heldin, die einen Platz einnimmt neben Scarlett O’Hara und Angélique.“
Die Cathérine-Romane waren ein internationaler Erfolg, es waren aber nicht die ersten Veröffentlichungen von Benzoni. 1962 hatte Editions Trévise bereits zwei Bücher von ihr veröffentlicht: Les Reines tragiques, eine Sammlung von Kurzgeschichten (deutsch unter dem Titel Die Krone war ihr Schicksal, erschienen im Herbig Verlag) und Aventuries du passé.
Auf diesen großen Erfolg folgten siebzehn historische Serien (insgesamt 65 Romane), eine Kollektion von 18 Kurzgeschichten, drei einzelne Romane – alles in allem 86 Bücher.
Für ihre Recherchen suchte sie häufig die örtliche Buchhandlung in Saint-Mandé auf. Sie reiste in viele Länder, um an Ort und Stelle Schlösser, Burgen oder Museen zu besuchen. Manchmal genügte es, dass sie in einem Museum ein Bild sah, um zu einer neuen Geschichte inspiriert zu werden. Einen Computer besaß sie nie. Jeden Morgen stand sie um halb sieben auf und schrieb auf ihrer alten elektrischen Schreibmaschine drei neue Seiten: ohne – ob unter der Woche oder am Wochenende – irgendeinen Tag auszulassen.
1965 komponierte Paul Amar nach einem Text von Juliette Benzoni ein Chanson mit dem Titel Il suffit d’un amour, das von Michèle Arnaud und später Bernard Stéphane interpretiert wurde.
Benzoni bemühte sich in ihren Romanen um historische Genauigkeit.
Der französische Historiker Alain Decaux war ein bekennender Bewunderer von Benzoni. Im Geleitwort zu ihrem Buch Par le Fer ou le Poison, erschienen 1973 bei Plon, schrieb er:

« Vous êtes une grande admiratrice d’Alexandre Dumas. Vous voyez en lui votre maître. Vous suivez la même voie que lui: vous aidez à faire aimer l’histoire aux Français »

„Sie sind eine große Bewunderin von Alexandre Dumas. Sie sehen in ihm Ihren Meister. Sie folgen dem gleichen Weg wie er: Sie helfen den Franzosen, Geschichte zu lieben.“

Laut Juliette Benzoni hat ihr der 40. amerikanische Präsident Ronald Reagan und seine Frau Nancy aus dem Weißen Haus einen Brief gesandt, nachdem sie Benzonis Roman «Le Gerfaut des Brumes» (englischer Titel: The Lure of the Falcon) gelesen hatten. In diesem ersten Roman der Nebelfalke Serie beschreibt die Autorin unter anderem den Amerikanischen Unabhängigkeitskrieg in einer Weise, das den Präsidenten dazu bewog Benzoni zu schreiben. Juliette Benzoni hat dieser Brief große Freude bereitet und sie erwähnte ihn in vielen Interviews. Ein paar Jahre vor ihrem Tod (2016) brannte es nach einem Kurzschluss in ihrem Haus und viele interessante Dokumente verbrannten, unter anderen auch der Brief, der ihr soviel bedeutete und das Originalmanuskript von ihrem ersten großen Erfolg ‹Cathérine›.

### Tod
Juliette Benzoni starb friedlich im Schlaf am 7. Februar 2016 in Saint-Mandé, zwei Wochen, nachdem ihr letzter Roman Le Vol du Sancy: Des Carrats pour Ava? erschienen war. Ihre Tochter Anne Gallois war an ihrer Seite. Juliette Benzoni ist auf dem Friedhof Saint-Mandé Sud beerdigt, wo schon ihre Mutter, ihr verstorbener zweiter Ehemann und ihr Sohn François Gallois die letzte Ruhe fanden. Fans auf der ganzen Welt gedachten der überaus beliebten Autorin und schrieben sich ins Internet-Kondolenzbuch (der Würdigungsseiten anerkannt von Juliette Benzoni) ein.

## Die Cathérine-Romane

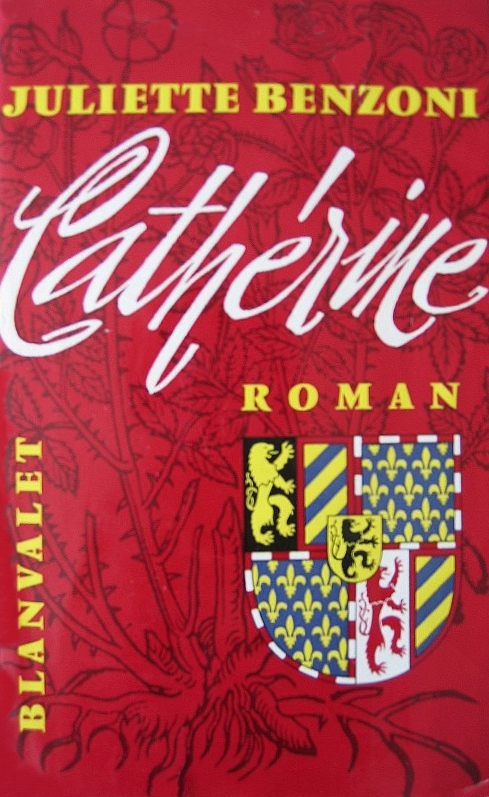
Blanvalet Buchumschlag Cathérine 1964

‹ Vous voyez ça ? › m'a dit Gérald Gauthier dans un grand geste dramatique, ‹ ce sont les ‘ press-books ’ d'Angélique. Je vous en promets autant, même gloire et même succès. Et maintenant au travail! ›

„‚Sehen Sie das?‘ sagte mir Gérald Gauthier mit einer großartigen dramatischen Geste, ‚das sind die ›Pressemappen‹ von Angélique. Ich verspreche Ihnen genausoviel, denselben Ruhm und denselben Erfolg. Und jetzt an die Arbeit!‘“

Die Fortsetzungsgeschichten um Cathérine, der schönen Bürgerstochter vom Pont au Change in Paris, die das Herz eines Fürsten eroberte und später die „Herrin von Montsalvy“ wurde, waren äußerst erfolgreich und brachen alle Rekorde bevor der Roman überhaupt in den Buchhandlungen erhältlich war. Das internationale Interesse für diesen neuen Roman war riesengroß. Für Deutschland erwarb der Blanvalet Verlag schon früh, im Jahr 1964, die Rechte – Blanvalet hatte auch 1956 als erster die Angélique-Romane veröffentlicht, noch bevor sie in Frankreich erschienen waren. Wie schon bei diesen stammte die Übersetzung von Hans Nicklisch.
Bei Blanvalet war man überzeugt, mit dem Roman der Neuentdeckung „Juliette Benzoni“ ein zweites „Eisen im Feuer“ zu haben wie Der Spiegel 1963 berichtete. Den Lesern von Angélique bot man neben einem Autogramm und Foto der Autorin Anne Golon gleichzeitig eine kostenlose Leseprobe von Eine Liebe ist genug an.
Editions Trévise in Frankreich gab den Cathérine-Roman zunächst in zwei Bänden heraus, und zwar mit den Titeln Il suffit d’un amour 1 und 2. Die deutschsprachige Version von Blanvalet erschien 1964 hingegen in gekürzter Form in nur einen Band mit dem schlichten Titel "Cathérine"; aus diesem Grunde umfasst die Reihe in Deutschland nur sechs und nicht sieben Bücher. Der Roman war auf Anhieb auch in Deutschland ein großer Erfolg und alle nachfolgenden Fortsetzungen wurden sogleich ins Deutsche übersetzt.
Zu den zehn ersten Ländern, die die Übersetzungsrechte für Cathérine kauften, gehörte auch 1964 der Heinemann Verlag in England. 1967 folgte auch eine Übersetzung für den amerikanischen Markt. Während in Deutschland alle sieben Romane veröffentlicht wurden, enthielt zum Beispiel Heinemann Ltd. in England den Lesern den siebenten Band La Dame de Montsalvy vor.
2014 kaufte der englische Verlag Telos Publishing die Rechte für eine Neuauflage der Cathérine-Romane inklusive des letzten dort nie veröffentlichten Buches, einundfünfzig Jahre nach seiner Erstveröffentlichung 1964. Am 1. Juni 2021 war es dann so weit, der siebente Band wurde unter dem Titel Catherine: The Lady of Montsalvy ins Englische übertragen.
Während der Dreharbeiten für Catherine, il suffit d'un amour 1985 denen sie oft beiwohnte, sagte sie in einem Artikel über ihren ersten Großerfolg Cathérine:

« J'ai un faible pour Catherine, parce qu'elle est la première de mes héroïnes, et aussi parce que son histoire, j'ai inventée, alors que Marianne une étoile pour Napoléon, c'est une commande qui me fut faite à l'occasion de bicentenaire de l'Empereur. »

„Ich habe eine Schwäche für Cathérine, weil sie die erste meiner Heldinnen ist und auch weil ich ihre Geschichte erfunden habe, während ‚Marianne une étoile pour Napoléon‘ ein Auftrag ist, den ich zur Zweihundertjahrfeier des Kaisers bekommen habe.“

« Voici un très attachant roman dont un peut dire qu’il mérite bien ce qualificatif de « romanesque » qui est la meilleure garantie du plaisir et de l’émotion qu’y prendra le lecteur. Ajoutez qu’il est de bonne langue et de bon style. »

„Hier ist ein sehr bezaubernder Roman, von dem man sagen kann, dass er diesen Begriff "romantisch" verdient, welcher die beste Garantie ist, den Leser zu fesseln mit Vergnügen und Emotionen. Erwähnenswert ist auch die gepflegte Sprache und der Stil.“

## Die Aldo Morosini Abenteuer
In den achtziger Jahren erfand Benzoni einen neuen Helden, den Venezianischen Prinzen, seine Königliche Hoheit „Aldo Morosini“ (Sohn eines venezianischen Fürsten und einer französischen Prinzessin), Experte von historischen und preziösen Steinen.
Die Entstehung der Aldo Morosini Abenteuer ist einzigartig. Sie schreibt in dem Geleitwort für die Leser des Buchclubs France Loisirs, dass sie von einem berühmten französischen Schauspieler angefragt worden sei, ein Drehbuch fürs Fernsehen zu schreiben, in dem er die Hauptrolle spielen werde. Einzige Bedingung: neues Zeitalter und wenn möglich in Venedig. Sie machte sich an die Arbeit, und ihre neue Geschichte begann im Jahr 1918, kurz nach dem Ersten Weltkrieg, ein Novum für Benzoni und ihre Leser.
Doch der Produzent der zukünftigen Fernsehserie Claude Barma starb kurz darauf und das Projekt fiel ins Wasser. Das beinahe fertige Manuskript lag jahrelang in der Schublade.
Jahre später, während sie an „Les Treize Vents“ arbeitete und noch nicht wusste, ob eine Fortsetzung gewünscht würde, bot sie ihrem Verleger die Geschichte von Prince Aldo Morosini an.
Kurze Einführung in die Geschichte...
Aldo Morosini, eine Art Simon Templar kehrt aus dem Ersten Weltkrieg nach Venedig, zum Palast am Canal Grande seiner Vorfahren zurück. Seine Mutter wurde kurz vor seiner Heimkehr ermordet und das Familienerbstück, der Saphir L’Etoile bleue (zu Deutsch: Der blaue Stern) gestohlen. Er beschließt nicht die Polizei zu informieren, sondern selber nach dem Mörder-Dieb zu suchen.
Morosini, der vorher in den besten Häusern Europas verkehrte, steht nun mittellos da, mit treuen Angestellten, die er nicht bezahlen kann. Anstatt eine reiche Erbin zu heiraten wie ihm der Familienanwalt vorschlägt, wird er Antiquitätenhändler, Spezialist von preziösen und historischen Edelsteinen.
Die Suche nach wertvollen Steinen und dem Mörder(in) seiner Mutter, bringt ihn in viele Länder Europas; Paris, Zürich, Wien, London, Warschau, Sevilla, Prag, Jerusalem, Kairo und sogar bis in die Vereinigten Staaten. Mit dem legendären Simplon-Orient-Express pendelt er zwischen Venedig und Paris hin und her. Bei seinen vielen Aufenthalten in Paris, wohnt er bei seiner Großtante der Marquise Amélie de Sommières in der Rue Alfred-Vigny beim Parc Monceau in einer Second-Empire-Villa. Unterstützt wird Morosini bei seinen vielen Abenteuern von dem jungen und überaus gewitzten blonden Archäologen Adalbert Vidal-Pellicorne den er unter „amüsanten“ Umständen kennenlernt – und dessen Fahrkünste mit seinem roten Roadster Amilcar (offener Rennwagen) für zusätzliche Spannung sorgt.
Die neue Geschichte war zuerst als eine Serie von vier Romanen gedacht, jeder Titel nach einem berühmten Stein benannt. Diese Buchserie wurde „Le boiteux de Varsovie“ (zu Deutsch: Der Bucklige von Warschau) genannt. Es wurde ein neuerlicher unbestreitbarer großer Erfolg neben der Catherine Serie. Nicht nur die weiblichen Leser, nein auch die männlichen verschlangen die Geschichten des smarten und gewandten Prinzen Aldo Morosini.
Seine Abenteuer hielten nicht nur die französischen Leser gebannt. Die Bücher wurden in Ungarn, Portugal, Spanien, Russland, Slowakei, Tschechien, Griechenland und Polen übersetzt. Wegen der großen Nachfrage, schrieb Benzoni zwischendurch immer wieder ein neues Abenteuer über ihren bevorzugten Helden. In einem Interview sagte sie einmal 2010 auf die Frage wenn sie einen Wunsch frei hätte, welche(er) ihrer Charakter sie für einen Tag sein möchte:

« Si vous pouviez faire ce vœu, lequel de vos personnages fictifs ou quel personnage réel voudriez-vous être pour une journée? Sans hésiter la marquise de Sommières, pour le plaisir d’évoluer parmi des gens tout à fait selon mon cœur. J’adorerais avoir Aldo Morosini comme neveu ! »

„Wenn Sie einen Wunsch frei hätten, welcher Ihrer fiktiven Charakter oder tatsächlichen, wünschten Sie zu sein für einen Tag? Ohne zu Zögern die Marquise de Sommières, für das Vergnügen, sich unter den Menschen ganz nach meinem Herzen zu bewegen. Ich würde gerne Aldo Morosini als Neffen haben!“

Leider wurden diese spannenden und amüsanten, die auch von den romantischen Abenteuern des blendend aussehenden Held erzählen, nie ins Deutsche, Englische oder Italienische übersetzt. Was erstaunt, speziell was Italien anbelangt.
Die Fans seiner „Königlichen Hoheit Aldo Morosini“ riefen immer nach jeder Neuerscheinung nach einer neuen Geschichte. Zwei Wochen vor Juliette Benzonis Tod 2016, erschien das letzte Abenteuer von Prinz Aldo Morosini Le Vol du Sancy: Des Carats pour Ava? publiziert von ihrem Verleger PLON. Vincent Meylan, anerkannter französischer Historiker, Autor und Spezialist in preziösen Steinen und hochwertigem Schmuck, schrieb in seinem Nachruf in Point de Vue: Aldo Morosini der Venezianische Prinz ist in Trauer…

### Verfilmungen
Nach dem großen Erfolg des Romans wurde Cathérine, il suffit d’un amour 1969 als französisch-deutsch-italienische Co-Produktion vom französischen Regisseur Bernard Broderie für das Kino adaptiert, mit Olga Georges-Picot und Horst Frank in den Hauptrollen. Broderie hatte schon die Angélique-Bücher von Anne Golon verfilmt, an deren Erfolge man anzuknüpfen hoffte.
Für Juliette Benzoni war der entstandene Spielfilm eine Enttäuschung; sie habe „geheult wie ein Schlosshund“ (« pleuré comme une fontaine »), als sie sich den fertigen Film anschaute. Die Geschichte war komplett verändert und hatte kaum mehr etwas mit der Vorlage zu tun; in den Kinos war der Film ein Misserfolg.
Der französische Fernsehsender Antenne 2 plante Anfang der achtziger Jahre eine Verfilmung von Benzonis zweitem Bestseller, Marianne, ein Stern für Napoleon, mit der noch unbekannten Schauspielerin Corinne Touzet in der Rolle der Marianne – eines jungen adligen Mädchens, dessen Eltern während der französischen Revolution hingerichtet wurden. Man hatte die erfahrene Fernsehregisseurin Marion Sarraut für die Verfilmung verpflichtet, von der Benzoni begeistert war: in der Pressevorschau 1983 für Marianne schreibt die Autorin: „Ein Dankeschön an Marion Sarraut, eine Regisseurin ganz nach meinem Herzen … ausgestattet mit Herz, Sensibilität und Talent, großem artistischem Sinn und einem erstaunlich sicheren Gespür bei der Auswahl von Darstellern.“ In einem Artikel in Télé Star (einer wöchentlichen Fernsehzeitschrift) vom 15. März 1986 sagt sie: „Ich will keinen anderen Regisseur als Marion“. Die beiden Frauen arbeiteten auch bei den folgenden Verfilmungen erfolgreich zusammen. Die Drehbücher verfassten Juliette Benzoni und der bekannte Autor und Radio-/Fernsehproduzent Jean Chatenet. Es entstanden 30 Episoden.
Zuversichtlich stimmte Benzoni dann auch der Verfilmung von Cathérine für das Fernsehen zu. Es wurde, mit 60 Episoden, die längste Fernsehserie zu jener Zeit im französischen Fernsehen; von der Presse wurde sie als die französische Version von Dallas bezeichnet. Die Fernsehserie mit dem französischen Titel Catherine, il suffit d’un amour, die im Mittelalter zur Zeit des Hundertjährigen Krieges zwischen Frankreich und England spielt, wurde trotz der schlechten Sendezeit (täglich 13:30 Uhr) ein sensationeller Erfolg, auch durch das große Staraufgebot und die beiden Neulinge Claudine Ancelot und Pierre-Marie Escourrou in den Hauptrollen.
1987 wurde Der Nebelfalke (französischer Titel: Le Gerfaut) verfilmt mit dem zwanzigjährigen Laurent Le Doyen verfilmt. In dieser zur Zeit von Königin Marie-Antoinette und des Amerikanischen Unabhängigkeitskriegs handelnden Geschichte spielte zum ersten Mal ein männlicher Held die Hauptrolle. Diese Fernsehserie wurde auch in der Schweiz beim französischsprachigen Sender Télévision Suisse Romande ausgestrahlt.
1991 folgte die Verfilmung der Fiora Serie Fiora, Eine Liebe in Florenz, mit Anne Jaquemin in der Hauptrolle. Die Geschichte handelt von Fiora Beltrami, die als Säugling von einem florentinischen Kaufmann in Dijon gerettet wird. Er nimmt sie mit nach Florenz und gibt sie als seine Tochter aus. Ihre Abenteuer bringen sie an den Hof von Lorenzo il Magnifico, zurück ins Burgund und nach Frankreich zur Zeit von König Ludwig XI. (genannt „die Spinne“).

## Auszeichnungen
Benzoni wurde 1973 für die Gesamtheit ihres Schaffens mit dem Prix Alexandre-Dumas („Alexandre-Dumas-Preis“) ausgezeichnet. Der Preis bedeutete ihr sehr viel, war sie doch seit ihrer Kindheit eine glühende Verehrerin von Alexandre Dumas. Im Magazine Littéraire erwähnt sie, dass die Medaille immer auf ihrem Arbeitstisch liege. 1988 erhielt sie den von der Académie française vergebenen Literaturpreis Prix Louis Barthou, eine Silbermedaille, für Félicia au soleil couchant (Napoleone, in der Sonne des Ruhms).
1998, im Alter von 78 Jahren, wurde sie vom Präsidenten der französischen Republik in Person mit dem Ordre national du Mérite (nationaler Verdienstorden) im Rang eines Ritters (Chevalier) ausgezeichnet.
- 1973: Prix Alexandre-Dumas
- 1988: Prix Louis Bartou – Literatur
- 1998: Ordre national du Mérite – Chevalier des nationalen Verdienstordens Frankreichs

## Werke

### Serien
Serien in deutscher Übersetzung:
- Catherine-Serie (6 Romane):
  - Cathérine Buch 1 & 2 in einem Band (1964), (Il suffit d'un amour 1 & 2 1963)
  - Unbezwingliche Cathérine (1966), (Belle Catherine 1966)
  - Cathérine de Montsalvy (1968), (Catherine des Grands Chemins 1967)
  - Cathérine und die Zeit der Liebe[59] (1969), (Catherine et le temps d'aimer 1968)
  - Cathérine im Sturm (1973), (Piège pour Catherine 1973)
  - Cathérine und der Weg zum Glück (1980); (La dame de Montsalvy 1979)
- Marianne-Serie (6 Romane):
  - Ein Stern für Napoleon (1969), (Marianne, une étoile pour Napoléon, 1969)
  - Das Schloss in der Toskana (1971), (Marianne et l'inconnu de Toscane, 1971)
  - Marianne und der Mann der Meere (1972), (Marianne, Jason des quatre mers, 1971)
  - Marianne und der Sieg der Liebe (1973), (Marianne, toi Marianne, 1972)
  - Marianne, Gesandte des Kaisers (1975), (Marianne, les lauriers de flammes 1, 1974)
  - Marianne, Flamender Lorbeer (1975); (Marianne, les lauriers des flammes 2, 1974)
- Nebelfalken-Serie (Le Gerfaut) (4 Romane):
  - Der Nebelfalke (1978), (Le Gerfaut des Brumes 1976)
  - Ein Halsband für den Teufel (1980), (Un collier pour le diable 1978)
  - Rose der Nacht (1980), (Le Trésor 1980)
  - Paradies der Dämonen(1981), (Haute-Savanne 1981)
- Napoleone-Serie (3 Romane, übersetzt von Silke Evers):
  - Napoleone, Siegerin des Herzens (Jean de la Nuit, 1985),
  - Napoleone, in der Sonne des Ruhms (Hortense au point du Jour, 1985),
  - Napoleone, im Zeichen des Adlers (Hortense au point du Jour, 1987);
- Fiora-Serie (La Florentine) (4 Romane):
  - Fiora, Eine Liebe in Florenz (1988, übersetzt von Sylvia Madsack), (Fiora et le Magnifique 1988)
  - Fiora, Eine Liebe in Burgund (1988, übersetzt von Sylvia Madsack), (Fiora et le Téméraire 1988)
  - Fiora et le Pape (1989, nicht ins Deutsche übersetzt),
  - Fiora et le Roi de France  (1990, nicht ins Deutsche übersetzt);

Bislang nicht ins Deutsche übersetzte Serien:
- Les Dames du Méditerranée Express (3 Romane):
  - La jeune mariée (1990),
  - La fière Americaine (1991),
  - La princesse Manchou (1991);
- Les Treize vents (4 Romane):
  - Le Voyageur (1992),
  - Le Réfugié (1993),
  - L’Intrus (1993),
  - L’Exilé (1994);
- Prince Aldo Morosini (15 Romane, 1994–2016):
  - Le Boiteux de Varsovie (Aldo-Morosini-Serie, 4 Romane):
    - L’Étoile bleue (1994),
    - La Rose d’York (1995),
    - L’Opale de Sissi (1996),
    - Le Rubis de Jeanne la Folle (1996);

  - weitere Aldo-Morosini-Bücher (11 Romane):
    - Les Émeraudes du Prophète (1999),
    - La Perle de l'Empereur (2001),
    - Les Joyaux de la sorcière (2004),
    - Les «Larmes» de Marie-Antoinette (2006),
    - Le Collier sacré de Montezuma (2007),
    - L’Anneau d’Atlantide (2009),
    - La Chimère d’Or des Borgia (2011),
    - La Collection Kledermann (2012),
    - Les Trois Frères (Le Talisman du Téméraire 1, 2013),
    - Le Diamant de Bourgogne (Le Talisman du Téméraire 2, 2014),
    - Le Vol du Sancy – Des carats pour Ava ? (2016);
- Secret d’état (3 Romane):
  - La Chambre de la reine (1997),
  - Le Roi des halles (1998),
  - Le Prisonnier masqué (1998);
- Le Jeu de l’amour et de la mort (3 Romane):
  - Un Homme pour le Roi (1999),
  - La Messe rouge (2000),
  - La Comtesse des ténébres (2000);
- Les Chevaliers (3 Romane):
  - Thibaut ou la croix perdue (2002),
  - Renaud ou la malédiction (2003),
  - Olivier ou les trésors templiers (2003);
- Marie (2 Romane):
  - Marie des intrigues (2004),
  - Marie des passions (2005);
- Le Sang des Koenigsmark (2 Romane):
  - Aurore (2006),
  - Fils de l’Aurore (2007);
- Le Temps des Poisons (2 Romane):
  - On a tué la reine ! (2008),
  - La Chambre du roi (2009);
- Le Bal des Poignards (2 Romane):
  - La dague au lys rouge (2010),
  - Le couteau de Ravaillac (2010);
- La Guerre des Duchesses (2 Romane):
  - La fille du condamné (2012),
  - Princesse des Vandales (2013).

### Romane
- Marjolaine, Weg der Versuchung (Un aussi long chemin, 1983, übersetzt von Hans Nicklisch) ISBN 3-7766-1452-8.
- De deux Roses l’une… (1997, nicht ins Deutsche übersetzt)[60]
- La petite peste et le chat botté (2015, nicht ins Deutsche übersetzt).

### Kurzgeschichten
- Die Krone war ihr Schicksal (Les Reines tragiques, 1962, übersetzt von Thomas Münster)
- Aventuries du Passé (Les chemins de l’Aventure) (1963)
- Von zwei Rosen die eine (Par le fer ou le poison, 1973, übersetzt von Regina Maack)
- Die Frauen war ihr Schicksal (Le sang, la gloire et l’amour, 1974)
- Kavaliere der Nacht (Trois Seigneurs de la nuit, 1978, übersetzt von Thomas Münster)
- Die Liebe war ihr Schicksal (Grandes Dames petites vertus (Elles ont aimé), 1978)
- De sac et de corde (Crimes et Criminels) (1979)
- Tragédies Impériales (1980)
- Dames, Drames et Demons (Suite Italienne) (1980)
- Dans le lit des Rois: Nuit de noces (1983)
- Dans le lit des Reines: les amants (1984)
- Le Roman des châteaux de France (3 Bücher, 1985)
- Cent ans de vie de château (la vie de Châteaux) (1992)
- Les reines du Faubourg (2006)
- Ces belles inconnues de la Révolution (2014)
- Ces Femmes du Grand Siècle (2015)